# Psychilis macconnelliae
Psychilis macconnelliae är en orkidéart som beskrevs av Ruben Primitivo Sauleda. Psychilis macconnelliae ingår i släktet Psychilis och familjen orkidéer. Inga underarter finns listade i Catalogue of Life.